# كريمة مختار
كريمة مختار (16 يناير 1934 - 12 يناير 2017) هي ممثلة مصرية. مثلت في مسلسل صابر يا عم صابر وإسم ولادتها عطيات محمد البدري.

## عن حياتها
حصلت على شهادة بكالوريوس في الفنون المسرحية، تزوجت من المخرج نور الدمرداش، وأنجبت منه 4 أبناء.

### بدايتها الفنية
كانت بدايات كريمة مختار من خلال برنامج الأطفال الإذاعي الشهير «بابا شارو» في فترة الخمسينات، ومن خلاله اشتهرت كصوت إذاعي مميز يجيد تقديم الأعمال الدرامية عبر أثير الإذاعة، حتى عُرض عليها المشاركة في بعض الأفلام السينمائية إلا أن أسرتها رفضت ذلك العرض، فاقتصر عملها على الإذاعة حتى سمحت لها الفرصة مرةً أخرى بعد زواجها من المخرج نور الدمرداش عام 1958 والذي سهّل لها المشاركة في فيلم «ثمن الحرية».
وترجع أصولها العائلية إلى مدينة ساحل سليم بمحافظة أسيوط.

### شخصية ماما نونا
كان أداؤها لشخصية "ماما نونا" في مسلسل يتربى في عزو أكثر من رائع وممتاز. شخصية "ماما نونا" التي دخلت كل البيوت المصرية والعربية نتيجة حنانها الزائد وتدليلها المبالغ فيه لابنها حمادة (يحيى الفخراني) الذي يبلغ من العمر ستين عاماً. الشخصية التي تذكر الجميع بالأم المصرية الطيبة البسيطة التي تحب أبنائها بجنون ولا تستطيع الاستغناء عنهم أو ترفض لهم طلب. أحب المشاهدين شخصية ماما نونا. وفي الحلقة الثلاثون والقبل الأخيرة صدم المؤلف يوسف معاطي الجمهور بوفاة "ماما نونا" بعد نوبة غضب إصابتها بسبب تصرف غير مسؤول لنجلها المدلل "حمادة عزو" ورفضها ترك بيت العائلة، الحلقة وبعيداً عن المبالغة كانت حديث الناس حتى فجر أول أيام العيد الذي احتفلت به مصر السبت، لدرجة أن برامج شهيرة مثل "البيت بيتك" و"تسعين دقيقة" والقاهرة اليوم" خصصت فقرات مطولة لمناقشة تأثير المسلسل ككل ووفاة ماما نونا خصيصاً على الجمهور المصري خصوصاً البسطاء الذين وجدوا في الشخصية التي قدمتها كريمة مختار نموذجا أصيلًا للأم المصرية.

### نقد وجوائز
أعلن فوزها بجائزة أحسن ممثلة للعرض الأرضي، ونفس الجائزة مناصفة مع الفنانة وفاء عامر في العرض الفضائي لتتفوق الممثلة المخضرمة، على نجمات السينما يسرا وإلهام شاهين ونادية الجندي لدورها في مسلسل يتربى في عزو لشخصية ماما نونا، وأداؤها الذي نال رضا وإعجاب كل من النقاد والجمهور المصري والعربي، وحصلت على جائزة النقاد عن دورها في فيلم ومضى قطار العمر
شخصية ماما نونا أعادتها لنجومية التلفاز من جديد.

## أعمالها

### من الأفلام
- ثمن الحرية.
- المستحيل.
- نحن لا نزرع الشوك.
- الظريف والشهم والطماع.
- أغنية الموت.
- ومضي قطار العمر.
- الحفيد.
- أميرة حبي أنا.
- وبالوالدين إحسانا.
- أنقذوا هذه العائلة.
- رجل فقد عقله.
- وتمضي الأيام.
- الشيطان يعظ.
- إعدام طالب ثانوي.
- الليلة الموعودة.
- يارب ولد.
- سعد اليتيم.
- امرأة مطلقة.
- اليتيم والذئاب.
- مهمة صعبة.
- الفرح.
- ساعة ونص.
- لن أعيش في حلمك.

### من المسلسلات
- أغلال ناعمة
- الأنصار.
- أدهم وزينات و 3 بنات.
- نقطـة نظام.
- يتربى في عزو.
- الليلة الموعودة.
- البخيل وأنا.
- زهرة وأزواجها الخمسة.
- الفرسان.
- الحارة.
- مسيو رمضان مبروك أبو العلمين حمودة.
- الحاوي.
- ألف ليلة وليلة.
- برديس.
- فيه حاجة غلط.
- أصيلة.
- الضباب.
- القاهرة والناس.
- ذكريات بعيدة.
- أشجان.
- كيد الحموات.
- دلع بنات.
- صابر يا عم صابر.

### من الفوازير
- المناسبات (1988)

### من المسرحيات
- العيال كبرت.

## الوفاة
توفيت يوم الخميس 14 ربيع الثاني 1438هـ - 12 يناير 2017م بعد صراع مع المرض، عن عمر يناهز 82 عاماً.

## وصلات خارجية
- كريمة مختار على موقع IMDb (الإنجليزية)
- كريمة مختار على موقع الدهليز
- كريمة مختار على موقع قاعدة بيانات الأفلام العربية
- كريمة مختار على موقع قاعدة بيانات الفيلم (الإنجليزية)